# Greg Landsman
Gregory John Landsman (né le 4 décembre 1976 à Cincinnati) est un homme politique américain de l'Ohio qui est le représentant américain du premier district congressionnel de l'Ohio depuis 2023.
Membre du Parti démocrate, Landsman siège au conseil municipal de Cincinnati de 2018 à 2022. Il est élu à la chambre des représentants des États-Unis en 2023, battant le l'élu sortant Steve Chabot lors des élections de 2022.

## Jeunesse et éducation
Landsman nait et grandit à Cincinnati dans une famille juive. Il obtient un baccalauréat en sciences économiques et politiques de l'université de l'Ohio en 1999 et une maîtrise en études théologiques de la Harvard Divinity School en 2004,. Le gouverneur Ted Strickland nomme Landsman comme son directeur des initiatives confessionnelles et communautaires en 2007.
Landsman est directeur exécutif de Strive jusqu'en décembre 2015. Il dirige ensuite Preschool Promise, une initiative visant à mettre deux ans d'enseignement préscolaire à la disposition de tous les enfants de trois et quatre ans à Cincinnati. Preschool Promise a été incorporé dans une initiative conjointe avec les écoles publiques de Cincinnati, celle-ci est adopté en novembre 2016.

## Conseil municipal de Cincinnati
Landsman est candidat pour le conseil municipal de Cincinnati en 2013, mais est défait. Il est de nouveau candidat en 2017 et est élu à l'un des sièges du conseil lors des élections générales de novembre. Landsman est réélu en 2021.
En 2018, Landsman et quatre autres conseillers municipaux (PG Sittenfeld, Chris Seelbach, Wendell Young et Tamaya Dennard), connus collectivement sous le nom de « Gang of Five », sont accusés de discuter des affaires de la ville par SMS. En mars 2019, ils ont accepté de remettre ses SMS afin de résoudre un procès intenté par un contestataire fiscal local. Les SMS sont rendus consultables et publiés sur le site internet du cabinet d'avocats qui a poursuivi le groupe. Aucune accusation criminelle n'est déposée.

## Chambre des représentants des États-Unis

### Positions politiques

#### Syrie
En 2023, Landsman vote contre une résolution (H.Con. Rés. 21), qui vise à ordonner au président Joe Biden de retirer les troupes américaines de Syrie dans les 180 jours,.

### Élections

#### 2022
En 2021, les démocrates nationaux recrutent Landsman pour se présenter contre le représentant de longue date Steve Chabot pour un siège à la Chambre des représentants des États-Unis lors des élections de 2022. Landsman annonce sa candidature en janvier 2022 et bat Chabot aux élections de novembre par cinq points.

### Caucus[17]
- New Democrat Coalition[18]
- Congressional Equality Caucus

### Comités
- United States House Committee on Small Business
- United States House Committee on Veteran's Affairs

## Vie privée
Landsman vit avec sa femme, Sarah, et leurs deux enfants à Mount Washington.